# فيسنتي دي غونزاغا إي دوريا
فيسنتي دي غونزاغا إي دوريا (بالإسبانية: Vicente Gonzaga Doria)‏ هو عسكري إسباني، ولد في 1602 في غاستالا في إيطاليا، وتوفي في 23 نوفمبر 1694 في سلامنكا في إسبانيا.